# Cabinet of South Sudan
Das Kabinett des Südsudan (englisch Cabinet of South Sudan) ist die Exekutive der Regierung des Südsudan im Südsudan. Die Kabinettsmitglieder werden vom Präsidenten ernannt und sind ihm gegenüber verpflichtet.

## Revitalised Transitional Government of National Unity (RTGoNU)
Unter den Bedingungen des Friedensvertrags, welcher am 22. Februar 2020 in Kraft trat, wird der Südsudan von einer Revitalised Transitional Government of National Unity (RTGoNU, Wiederbelebten Übergangsregierung der Nationalen Einheit) regiert. Diese Regierung wird von einem Kabinett mit 35 Mitgliedern geführt. Nach dem Vertrag benennt die Sudanesische Volksbefreiungsbewegung (SPLM) 20 Minister, die Sudan People’s Liberation Movement-in-Opposition (SPLM-IO) 9 Minister, die South Sudan Opposition Alliance (SSOA) 3 Minister, ehemalige Häftlinge (detainees) 2 Minister und die übrigen Ministerposten werden von anderen Parteien nach Vereinbarung benannt.

### Minister
| Ministry                                                               | Incumbent |
| ---------------------------------------------------------------------- | --- |
| President of South Sudan                                               | Salva Kiir Mayardit (SPLM) |
| Vice President of South Sudan                                          | Riek Machar (SPLM-IO) James Wani Igga (SPLM) Taban Deng Gai (SPLM-IO) Rebecca Nyandeng Garang (Former Detainees) Hussein Abdelbagi (SSOA) |
| Ministry of Presidential Affairs                                       | Nhial Deng Nhial |
| Ministry of Agriculture and Forestry                                   | Josephine Joseph Lagu |
| Ministry of Animal Resources and Fisheries                             | Onyoti Adigo Nyikec |
| Ministry of Cabinet Affairs                                            | Martin Elia Lomuro |
| Ministry of Commerce, Industry and Investment                          | Kuol Athian Mawien |
| Ministry of Culture, Youth and Sports                                  | Nadia Arop Dudi |
| Ministry of Defence and Veterans Affairs                               | Angelina Teny |
| Ministry of East African Affairs                                       | John Luk Jok |
| Ministry of Electricity and Dams                                       | Peter Mercallo Nasir |
| Ministry of Environment                                                | Josephine Napwon Cosmas |
| Ministry of Federal Affairs                                            | Lasuba L. Wango |
| Ministry of Finance and Economic Planning                              | Agak Achuil Lual |
| Ministry of Foreign Affairs and International Cooperation              | Mayiik Ayii Deng |
| Ministry of Gender, Social Welfare and Religious Affairs               | Ayaa Benjamin Warille |
| Ministry of General Education and Instruction                          | Awut Deng Achuil |
| Ministry of Health                                                     | Elizabeth Acuei Yor |
| Ministry of Higher Education, Science and Technology                   | Deny Jock Chagor |
| Ministry of Housing, Physical Planning and Environment                 | Michael Chanjiek Geay |
| Ministry of Humanitarian Affairs and Disaster Management               | Peter Mayen |
| Ministry of Information, Communication Technology and Postal Services. | Michael Makue Loweth (Michael Makuei Lweth)                                                                                               |
| Ministry of Internal Affairs                                           | Mahmoud Solomon Agook |
| Ministry of Irrigation and Water Resources                             | Manoah Peter Gatkuoth |
| Ministry of Justice                                                    | Ruben Madol Aroi |
| Ministry of Labour, Public Service and Human Resource Development      | James Hoth Mai |
| Ministry of Petroleum and Mining                                       | Henry Odwar |
| Ministry of National Security                                          | Obote Mamur Mete |
| Ministry of Parliamentary Affairs                                      | Jemma Nunu Kumba |
| Ministry of Peace and CPA Implementation                               | Stephen Par Kuol |
| Ministry of Petroleum and Mining                                       | Puok Kang Chol |
| Ministry of Roads and Bridges                                          | Simon Mijok Majak |
| Ministry of Transport and Roads                                        | Madut Biar Yol |
| Ministry of Wildlife Conservation and Tourism                          | Rizik Zakaria Hassan |